# شارل، دوک ماین
شارل دوک ماین (انگلیسی: Charles, Duke of Mayenne؛ ۲۶ مارس ۱۵۵۴ – ۳ اکتبر ۱۶۱۱) از اشراف و فرماندهان نظامی اهل فرانسه و عضو اتحادیه کاتولیک در خلال جنگ‌های مذهبی فرانسه بود.
شارل در زمان کشتار سن بارتلمی در فرانسه حضور نداشت، اما در سال ۱۵٧٢ در زمان محاصره لاروشل، در همان سال شرکت داشت. او با آنری والوا، دوک آنژو، (بعد آنری سوم فرانسوی)، در انتخاب او به عنوان پادشاه لهستان همراه بود، اما به زودی به فرانسه بازگشت و به یک حامی پرشور و جانشین برادرش، آنری یکم، دوک گیز، تبدیل شد.
در سال ۱۵۷۷ او موفقیت‌های قابل توجهی را در برابر نیروهای اوگنو در پواتو به دست آورد. به عنوان فرماندار بورگوندی، او در سال ۱۵۸۵ به علت عضویت در اتحادیه کاتولیک، ایالتش را بر ضد خود برانگیخت. ترور برادرانش در بلوا در ۲۴ دسامبر سال ۱۵۸۸، او را به ریاست اتحادیه کاتولیک رسانید.